# Alan Lascelles
Alan Lascelles, né le 11 avril 1887 à Sutton Waldron et mort le 10 août 1981 à Londres, est un homme politique britannique, secrétaire privé des monarques George VI et Élisabeth II de 1943 à 1953.